# Trilith Studios
Trilith Studios (o Pinewood Atlanta Studios), es un estudio de producción de cine y televisión estadounidense ubicado al sur de Atlanta en el condado de Fayette, en Georgia.
No debe confundirse con los británicos Pinewood Studios. Se nombre inicial eran los Pinewood Atlanta Studios entre 2013-2020, hasta que en octubre de 2020, se renombraron como Trilith Studios.
El estudio se ha utilizado para producir películas y programas de televisión, sobre todo los producidos por Marvel Studios y por el Universo DC.
Trilith Studios abarca un sitio de 700 acres, con un terreno de 400 acres y 32 escenarios de sonido.

## Historia
Pinewood Group anunció en abril de 2013 que su primera instalación en los Estados Unidos, Pinewood Atlanta Studios, estaría ubicada al sur de Atlanta en un complejo que constaría de 280 ha (691,9 acre) en el condado de Fayette, Georgia. El estudio era una empresa conjunta entre Pinewood y River's Rock LLC, un fideicomiso administrado de forma independiente de la familia Cathy , fundadores de la cadena de comida rápida Chick-fil-A. Pinewood Atlanta contaría con al menos cinco escenarios de sonido. El Grupo Pinewood se sintió atraído por Georgia para el estudio debido al crédito fiscal cinematográfico del estado.  
La primera producción que se filmó en el estudio fue la película Ant-Man (2015) de Marvel Studios, que comenzó en septiembre de 2014.   En agosto de 2019, Pinewood vendió sus acciones de Pinewood Atlanta a River's Rock LLC, con Frank Patterson esperaba quedarse para dirigir el estudio.
En octubre de 2020, el estudio pasó a llamarse Trilith Studios. Trilith fue elegido como nombre como "un guiño a nuestra herencia del Reino Unido"; su nombre se originó en trilithon, un término arquitectónico que se refiere a una estructura que consta de dos grandes piedras verticales que sostienen una tercera piedra colocada horizontalmente en la parte superior, como las estructuras en Stonehenge  En noviembre de 2021, se anunció que Trilith, en colaboración con NEP Virtual Studios , abriría las instalaciones del volumen de producción virtual Prysm Stage a principios de 2022. 
En agosto de 2022, Trilith presentó una propuesta para agregar 4,7 millones de pies cuadrados adicionales de espacio de estudio, producción, oficina, almacén, comercio minorista y residencial al sur de la propiedad existente para 2032.
Desde 2022, el Proyecto 168 Film se llevó a cabo en el Trilith Town Stage.
En 2016, se inauguró el complejo de uso mixto Pinewood Forest. Ubicado frente al estudio, presenta casas junto con planos para "una sala de cine, restaurantes, hoteles boutique, espacios comerciales y de oficinas", construidos con materiales de construcción respetuosos con el medio ambiente.

## Escenarios, estudios y localizaciones
En noviembre de 2021, Trilith Studios abarca un sitio de 700 acres, con un lote posterior de 400 acres. 
Cuenta con 1 millón de pies cuadrados de instalaciones de producción, con 24 escenarios de sonido, 40 proveedores de producción en el sitio y 75,000 pies cuadrados de escenarios equipados para tecnologías de producción virtual.  
A partir de 2019, Trilth Studios fue considerado el segundo estudio de cine y televisión más grande de América del Norte, y a partir de 2021 , es la instalación de producción más grande del estado de Georgia.
El Prysm Stage es un volumen de producción virtual en un escenario de 18.000 pies cuadrados (1.700 m2) especialmente construido, que cuenta con 360 grados de paneles led y techo. Es capaz de acomodar grandes escenarios, efectos visuales en la cámara y está equipado para la reproducción de video impulsada por el motor del juego. Además, cuenta con una etapa de proceso dedicada diseñada para rodajes de automóviles. El escenario Prysm está ubicado en el escenario 22 de Trilith.

## Producciones

### De Pinewood Atlanta Studios
| - Ant-Man (2015) - Captain America: Civil War (2016) - Passengers (2016) - Guardians of the Galaxy Vol. 2 (2017) - Spider-Man: Homecoming (2017) - Krystal (2017) - Black Panther (2018) - Avengers: Infinity War (2018) - Ant-Man and the Wasp (2018) - Avengers: Endgame (2019) - Zombieland: Double Tap (2019) - The Tomorrow War (2021) - The Suicide Squad (2021) | - Moon and Me (2019) - Love Is Blind (Temporada 1) (2020) - WandaVision (2021) - The Falcon and the Winter Soldier (2021) - Loki (Temporada 1) (2021) |

### De Trilith Studios
| - Spider-Man: No Way Home (2021) - Black Adam (2022) - Black Panther: Wakanda Forever (2022) - Guardians of the Galaxy Vol. 3 (2023) - Haunted Mansion (2023) - Captain America: Brave New World (2025) - Thunderbolts* (2025) - Blade(2025) - Superman (2025) | - Family Feud (2021–present) - Hawkeye (2021) - Steve on Watch (2021) - College Bowl (temporada 2) (2022) - Ms. Marvel (2022) - She-Hulk: Attorney at Law (2022) - Judge Steve Harvey (2022) - Werewolf by Night (2022) - The Guardians of the Galaxy Holiday Special (2022) - Agatha All Along (2024) - Ironheart (2025) - Peacemaker (temporada 2) |